# Ковалевский, Денис Витальевич
Дени́с Вита́льевич Ковале́вский (бел. Дзяніс Віталевіч Кавалеўскі; род. 2 мая 1992, Орша, Витебская область) — белорусский футболист, защитник.

## Клубная карьера
Начинал заниматься футболом в родном городе Орша, позже поступил в минское Республиканское училище олимпийского резерва (РУОР), откуда перешёл в систему минского «Динамо», играл за дубль и фарм-клуб «Динамо-2». В сезоне 2012 был отдан в аренду в «Славию-Мозырь», где стал игроком основы.
В феврале 2013 году перешёл в мозырьский клуб. В сезоне 2013 также стала играл в основном составе, но не сумел спасти команду от вылета в Первую лигу.
В феврале 2014 перешёл в брестское «Динамо». В брестском клубе стал обычно выступать на позиции опорного полузащитника. По окончании сезона 2015 покинул клуб.
В январе 2016 года вернулся в мозырскую «Славию». В составе мозырян в сезоне 2016 обычно играл на позиции опорного полузащитника. В сезоне 2017 стал капитаном команды. Пропустив начало сезона, позже закрепился в стартовом составе. В августе выбыл из-за травмы. В начале сезона 2018 зачастую выходил на замену, однако позднее закрепился в стартовом составе и помог команде одержать победу в Первой лиге. В сезоне 2019 был игроком основного состава, в сезоне 2020 стал реже появляться на поле.
В июле 2020 года стал игроком бобруйской «Белшины». В декабре покинул клуб.
В марте 2021 года перешёл в «Минск». Играл преимущественно в стартовом составе команды. В декабре по окончании контракта покинул столичный клуб.
В феврале 2022 года перешёл в российский клуб «Знамя Труда». Дебютировал за клуб 3 апреля 2022 года в матче против клуба «Чита», где футболист также забил свой дебютный гол. По окончании сезона покинул клуб.
В июле 2022 гола присоединился к рогачёвскому «Макслайну». Дебютировал за клуб 20 августа 2022 года в матче против «Слонима». В клубе оставался игроком замены. В декабре 2022 года покинул клуб.

## Международная
Выступал за молодёжную сборную Беларуси.

## Статистика
| Сезон       | Дивизион | Клуб           | Страна                    | Матчи | Голы |
| ----------- | -------- | -------------- | ------------------------- | ----- | ---- |
| 2010        | дубль    | Динамо (Минск) | Флаг Беларуси (1995—2012) | 27    | 1    |
| 2011 (пач.) | дубль    | Динамо (Минск) | Флаг Беларуси (1995—2012) | 2     | 0    |
| 2011        | Д3       | Динамо-2       | Флаг Беларуси (1995—2012) | 23    | 1    |
| 2012        | Д1       | Славия-Мозырь  | Флаг Беларуси             | 24    | 0    |
| 2013        | Д1       | Славия-Мозырь  | Флаг Беларуси             | 28    | 0    |
| 2014        | Д1       | Динамо-Брест   | Флаг Беларуси             | 25    | 0    |
| 2015        | Д1       | Динамо-Брест   | Флаг Беларуси             | 24    | 1    |
| 2016        | Д1       | Славия-Мозырь  | Флаг Беларуси             | 25    | 4    |
| 2017        | Д1       | Славия-Мозырь  | Флаг Беларуси             | 14    | 0    |
| 2018        | Д2       | Славия-Мозырь  | Флаг Беларуси             | 26    | 3    |
| 2019        | Д1       | Славия-Мозырь  | Флаг Беларуси             | 22    | 1    |
| 2020 (1)    | Д1       | Славия-Мозырь  | Флаг Беларуси             | 7     | 0    |
| 2020 (2)    | Д1       | Белшина        | Флаг Беларуси             | 8     | 0    |
| 2021        | Д1       | Минск          | Флаг Беларуси             | 21    | 0    |